# جوزيف دبليو. غودمان
جوزيف دبليو. غودمان (بالإنجليزية: Joseph W. Goodman)‏ هو فيزيائي أمريكي، ولد في القرن العشرين.